# Syangja (huyện)
Syangja (tiếng Nepal:स्याङ्जा) là một huyện thuộc khu Gandaki, vùng Tây Nepal, Nepal. Huyện này có diện tích 1164 km², dân số thời điểm năm 2001 là 317320 người.

## Dân số
Biến động dân số giai đoạn 1952-2001:
| Năm    | 1971   | 1981   | 1991   | 2001   |
| ------ | ------ | ------ | ------ | ------ |
| Dân số | 268606 | 271824 | 293526 | 317320 |